# Emma Cline
Emma Cline, född 1989 i Sonoma, Kalifornien, är en amerikansk författare.